# Stenomystax depressus
Stenomystax depressus is een keversoort uit de familie ruighaarkevers (Dryopidae). De wetenschappelijke naam van de soort werd in 2003 gepubliceerd door Kodada, Jäch & Ciampor.